# Kendall Jenner
Kendall Nicole Jenner (Los Ángeles, 3 de noviembre de 1995) es una modelo y personalidad de televisión estadounidense.
Jenner comenzó a posar como modelo a los 14 años. Después de trabajar en campañas publicitarias impresas comerciales y sesiones de fotos, tuvo temporadas destacadas en 2014 y 2015, desfilando por las pasarelas de diseñadores de alta costura durante las semanas de la moda de Nueva York, Milán y París. Jenner ha aparecido en campañas, editoriales y sesiones de portada para LOVE y varias ediciones internacionales de Vogue, y es embajadora de marca de Estée Lauder. Jenner hizo su debut en el puesto número 16 de la lista de modelos con mayores ingresos de 2015 de la revista Forbes, con un ingreso anual estimado de 4 millones de dólares estadounidenses. En 2017, Jenner fue nombrada la modelo mejor pagada del mundo por Forbes, desbancando a la modelo Gisele Bündchen, que había liderado la lista desde 2002. En 2021, lanzó la marca de tequila 818 Tequila.

## Biografía
Es hija de Bruce Jenner, actualmente, tras su cambio de género, Caitlyn Jenner, y de la empresaria Kris Houghton. Tiene una hermana menor, Kylie Jenner, tres medias hermanas por parte de madre: Kourtney Kardashian, Kim Kardashian, Khloe Kardashian, y un medio hermano, Rob Kardashian. Por parte de padre, es media hermana de Brody Jenner, Casey Jenner, Brandon Jenner y Burt Jenner.
Le pusieron su segundo nombre en honor a la fallecida Nicole Brown Simpson, la mejor amiga de su progenitora. Se crio en Calabasas, una urbanización de lujo al oeste de Los Ángeles, y asistió a la escuela secundaria Sierra Canyon School hasta 2012, cuando pasó a estudiar en casa junto a su hermana Kylie mientras trataban de iniciarse en el modelaje. Se graduó en 2014.

## Carrera

### Modelaje

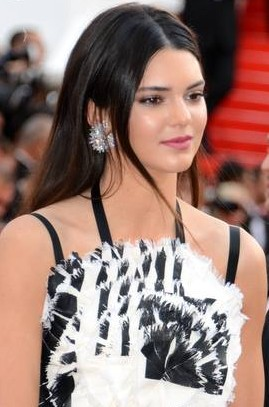
Kendall Jenner en 2014.

Comenzó su carrera como modelo luego de firmar con Wilhelmina Models a los 14 años, el 12 de julio de 2009. Su primer trabajo fue una campaña para Forever 21 en diciembre de 2009 y enero de 2010. Jenner apareció en la aplicación Snapshot de la revista Teen Vogue el 19 de abril de 2010. Su debut como modelo de pasarela vino de la mano de Sherri Hill el 14 de septiembre de 2011, durante la Semana de la Moda de Nueva York. Participó también en desfiles de White Sands Australia y Leah Madden. Para finales del 2012, Jenner había sido fotografiada para Kiss, Teen Vogue, Seventeen, Looks, Raine, Elle, Lovecat, Flavour Magazine, OK!, GOGIRL! y Girlfriend.
El 21 de noviembre de 2013, Kendall firmó un contrato con The Society Management. En los meses siguientes posó para W Magazine y V Magazine. Durante la primavera de 2014, Kendall desfiló para Marc Jacobs en Nueva York, para Giles Deacon en Londres, y para Chanel y Givenchy en París. En mayo de ese mismo año Jenner hizo su debut social en la Met Gala de Nueva York y en el Festival de Cine de Cannes. En junio apareció en la revista Interview y fue elegida para una campaña de Givenchy. En julio fue elegida por Karl Lagerfeld para desfilar para Chanel en París. En agosto fue tapa de la revista LOVE, siendo nombrada it girl de la temporada, y en septiembre fue tapa de Teen Vogue.
Durante septiembre de 2014, Jenner desfiló en la Semana de la Moda de Nueva York para Donna Karan, Diane von Furstenberg, Tommy Hilfiger y Marc Jacobs. En la Semana de la Moda de Milán lo hizo para Fendi, Ports 1961, Bottega Veneta, Pucci y Dolce & Gabanna. En la Semana de la Moda de París, desfiló para Sonia Rykiel, Balmain, Givenchy y Chanel, participando también de un evento feminista con temática de rally organizado por Chanel junto a Gisele Bundchen y Cara Delevingne. En noviembre de 2014, tanto Jenner como Delevingne anunciaron que no participarían del Victoria's Secret Fashion Show 2014 el 2 de diciembre de 2014, para poder desfilar en un evento de Chanel que se llevaría a cabo el mismo día.
El 15 de noviembre de 2014, Kendall anunció a través de sus redes sociales que había sido elegida como la nueva cara de Estée Lauder, lo que llevó a que la marca ganara más de 50 000 seguidores en Instagram.
El 3 de noviembre de 2015 anunció que desfilaría en el Victoria's Secret Fashion Show junto a su mejor amiga Gigi Hadid. En 2016 y en 2018 volvió a desfilar para ellos. También desfiló para marcas como Balmain, Chanel, Alexander Wang, Elie Saab. Fue la embajadora de marcas de Marc Jacobs, Estee Lauder y Calvin Klein. Después estuvo en portadas de revistas como Vogue Magazine, Harper's Bazaar. En 2016, fue la cara de la nueva campaña de Mango y La Perla.
El 26 de noviembre, Kendall fue incluida en el ranking de Models.com, siendo la modelo más seguida en Facebook e Instagram, y la segunda más seguida en Twitter, después de Tyra Banks. El 16 de diciembre, fue nombrada la segunda modelo más googleada del año en todo el mundo, después de Kate Upton.
En 2017, se convirtió en la modelo mejor pagada del mundo, según Forbes, con ganancias de 22 millones de dólares destronando a Gisele Bündchen quien venía liderando la lista desde 2002.
En la actualidad Kendall se ha dado descansos respecto a su carrera ya que ha tenido que estar combatiendo con ansiedad. Aunque ha seguido siendo la cara de marcas como Calvin Klein y asistiendo a eventos especiales de moda.    
Con su grupo de amigos ha creado una emisora con Apple Music y así compartir gustos musicales. En 2020 ha hecho una colaboración de maquillaje con Kylie Cosmetics.

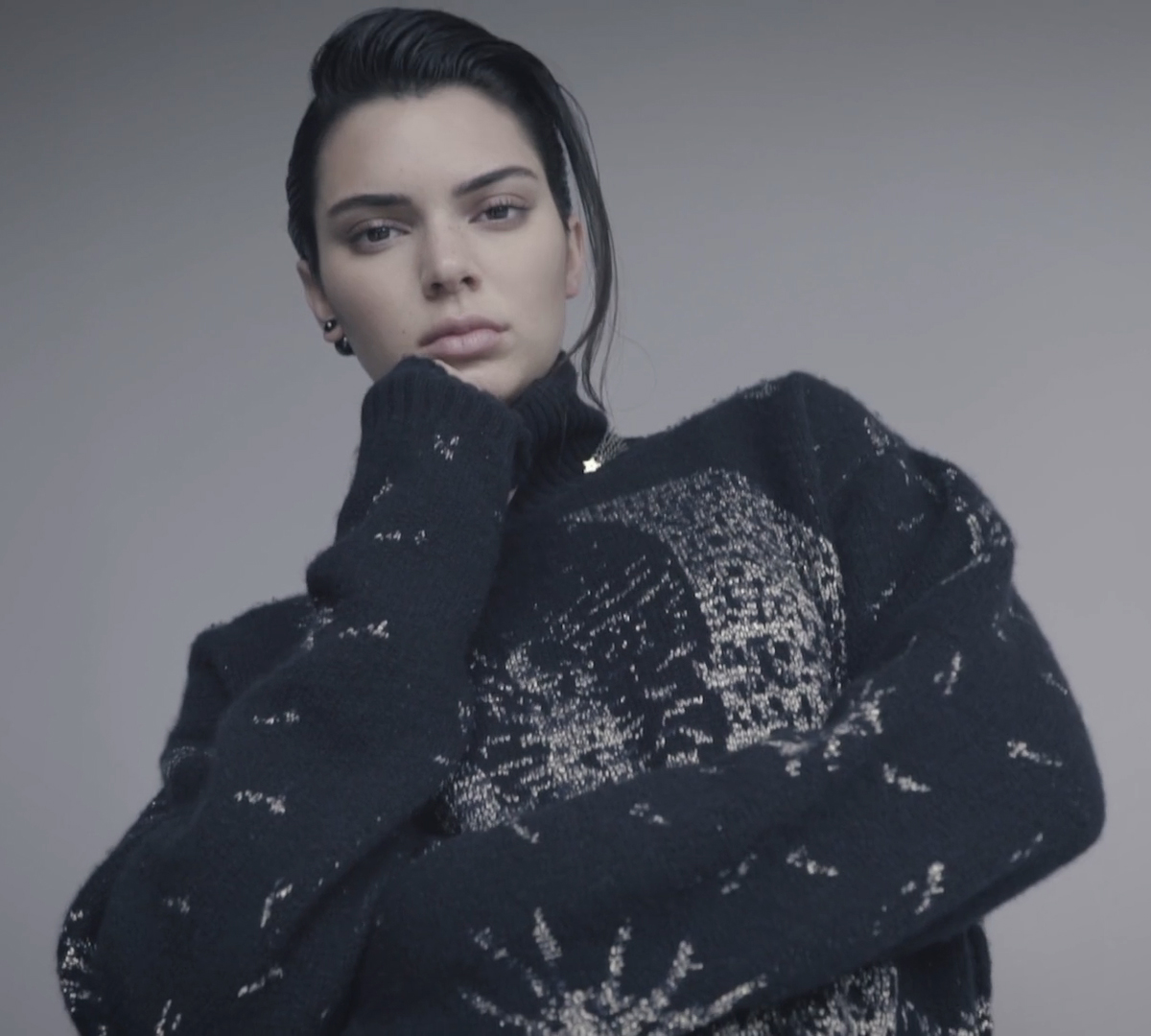
Kendall Jenner

### Actuación
Kendall saltó a la fama en 2007 gracias a sus recurrentes apariciones en Keeping Up with the Kardashians, el reality show de su familia, y en los numerosos spin offs de este: Khloe and Kourtney Take Miami, Kim and Kourtney Take New York y Khloé & Lamar.
En 2010, Jenner fue escogida para aparecer en el vídeo musical para la canción «Blacklight» de la banda One Call, junto a Ashley Benson y Kevin McHale. En 2012, Kendall apareció en un episodio de Hawaii Five-0, interpretando el personaje de AJ. Kendall, prestó su voz al personaje Strawberry en The High Fructose Adventures of Annoying Orange, en un episodio que salió al aire el 20 de enero de 2014.

### Apariciones públicas
Kendall y su hermana Kylie presentan regularmente eventos públicos. El 6 de agosto de 2011, presentaron el estreno de Glee: The 3D Concert Movie en el Regency Village Theater en Westwood, California. El 6 de febrero de 2012, presentaron la premier de The Vow en Hollywood, California. El 12 de marzo de 2012, presentaron la premier de Los juegos del hambre en el Nokia Theatre de Los Ángeles, California, donde entrevistaron al elenco.
Frecuentemente, Kendall presenta premios junto a sus hermanas en ceremonias como los Billboard Music Awards, los American Music Awards y los MuchMusic Video Awards.

### Escritura
En 2014, Kendall y su hermana Kylie publicaron la novela Rebels: City of Indra, coescrita junto a la escritora fantasma Maya Sloan. A pesar de haber recibido críticas en su mayoría negativas, actualmente se la está considerando para una adaptación cinematográfica.

### Otros proyectos
Jenner creó dos esmaltes de uñas exclusivos para la línea de esmaltes de uñas Kardashian Kolors por Nicole by OPI, por lo que las hermanas Jenner finalmente obtuvieron un beneficio combinado de 100.000 dólares estadounidenses en concepto de patrocinio. El 16 de marzo de 2012, las hermanas Jenner fueron nombradas Directoras Creativas de la serie de episodios web Gillette Venus Gets Ready with Kendall & Kylie Jenner, que se emitió originalmente en la página de Facebook de Gillette. En julio de 2013, las hermanas Jenner se asociaron con Glamhouse de Pascal Mouawad para crear la colección de joyas Metal Haven by Kendall & Kylie. En febrero de 2014, las hermanas Jenner lanzaron una línea de zapatos y bolsos bajo la línea Madden Girl de Steve Madden para Nordstrom.
Las hermanas Jenner hicieron una vista previa de The Kendall & Kylie Collection con PacSun el 15 de noviembre de 2012; la colección se lanzó en febrero de 2013. El 3 de febrero de 2015, las hermanas Jenner confirmaron la colaboración de Kendall + Kylie con Topshop, que dieron a conocer en noviembre de 2015 en el centro comercial Chadstone en Melbourne, Australia. La colección se lanzó en Nueva York el 8 de febrero de 2016. El 27 de abril de 2016, las hermanas Jenner vieron una colección de trajes de baño de verano.
En septiembre de 2015, cada una de las hermanas Jenner y Kardashian lanzaron sitios web de aplicaciones móviles de suscripción paga en colaboración con Whalerock Industries. El sitio web de Jenner fue nominado para un premio Webby en 2016 de la Academia Internacional de Artes y Ciencias Digitales en abril de ese año.[cita requerida] Las hermanas Jenner se asociaron con Glu Mobile para desarrollar una aplicación derivada de Kim Kardashian: Hollywood; la aplicación Kendall and Kylie se lanzó el 17 de febrero de 2016.
En junio de 2017, Kendall y su hermana, Kylie, lanzaron una línea de camisetas vintage en su sitio web para su marca de estilo de vida, Kendall + Kylie. Las camisetas se vendieron al por menor a $125 y presentaban logotipos o imágenes de músicos o bandas famosos (Tupac Shakur, The Doors, Metallica, Pink Floyd y The Notorious B.I.G.) con imágenes brillantes o logotipos asociados con los Jenner superpuestos sobre ellos. Las camisetas fueron recibidas con críticas del público, así como con varias cartas de cese y desistimiento de las fincas de los músicos y artistas que aparecieron sin permiso. El fotógrafo cuyo retrato de Tupac Shakur se utilizó desde entonces ha demandado a las hermanas Jenner por infracción de derechos de autor.
Las hermanas sacaron las camisetas de su sitio web y emitieron una disculpa conjunta: «A cualquiera que se haya molestado y/u ofendido, especialmente a las familias de los artistas». En junio de 2020, las hermanas Jenner abordaron los informes de que su marca de moda Kendall + Kylie no ha pagado a los trabajadores de las fábricas en Bangladés como resultado de la pandemia de COVID-19. Se informó que Global Brands Group (GBG) incluyó previamente la marca Kendall + Kylie en su sitio web. Como resultado, los Jenner declararon que su empresa es propiedad de una entidad separada conocida como 3072541 Canada Inc. a pesar de que dicen que su marca «ha trabajado con CAA-GBG en el pasado, solo en una capacidad de ventas y desarrollo comercial» y que «actualmente no tienen ninguna relación con GBG».
Jenner se ha asociado con Moon, una marca de cuidado bucal creada por Shaun Neff de Neff Headwear. Jenner ayudó a crear un producto para la marca, Kendall Jenner Teeth Whitening Pen en abril de 2019. En 2019, Jenner se asoció con la empresa de cuidado de la piel Proactiv. En enero de 2020, confirmó que una línea de cosméticos en colaboración con su hermana Kylie Kylie Cosmetics estaba en proceso. Kylie Cosmetics lanzó Kendall Jenner x Kylie Cosmetics el 26 de junio de 2020. En octubre de 2020, lanzó una pasta de dientes quitamanchas en colaboración con Moon y el diseñador Heron Preston en una pasta de dientes quitamanchas naranja de edición limitada, con solo 350 unidades disponibles en línea Mercado StockX. Esta colaboración marcó simultáneamente el debut de StockX en el ámbito del cuidado personal y la belleza.

## Vida personal
Desde junio de 2020 hasta junio de 2022 mantuvo una relación con el jugador de baloncesto Devin Booker. El 22 de junio de 2022 terminaron su relación, aduciendo diferencias, debido a sus agendas.
El 26 de enero de 2025 fue vista en París durante la semana de la alta costura con Michael A. Stokes aunque no hay confirmación de una relación oficial se cree que Kendall está manteniendo la relación en secreto por el momento.

## Imagen pública

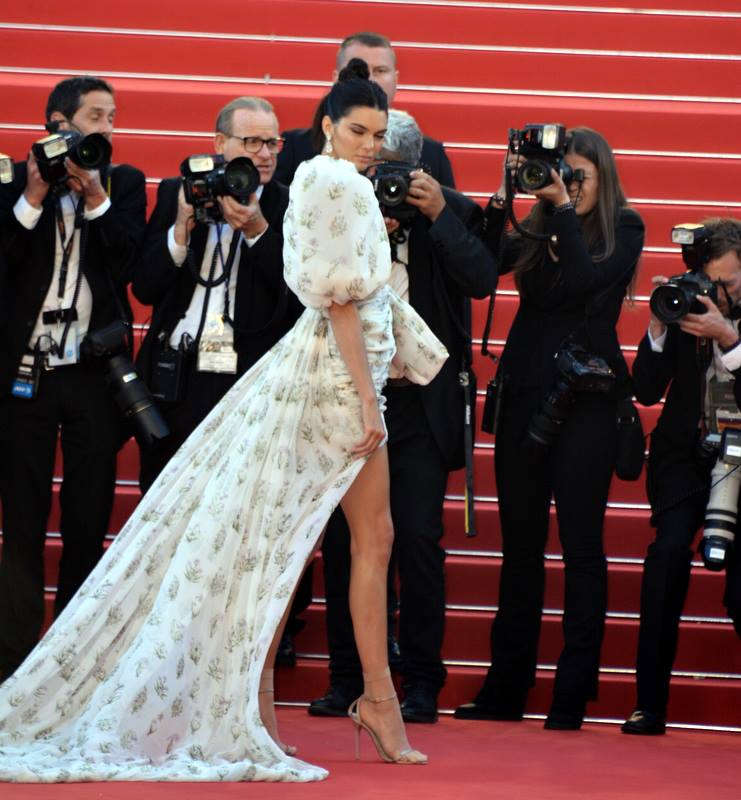
Jenner en el Festival Internacional de Cine de Cannes de 2017.

Jenner fue nombrada como una de las 50 personas más bellas del mundo por la revista People el 9 de abril de 2014. La revista Time nombró a las hermanas Jenner como dos de las 30 adolescentes más influyentes, una vez en 2014 y nuevamente en 2015. El 16 de diciembre de 2014, Google nombró a Jenner como la segunda modelo más buscada en Google del mundo. Jenner debutó en el número 2 en la lista anual de las 100 mujeres más sexys del mundo de FHM a finales de abril de 2015. Tumblr nombró a Jenner como su modelo con más seguidores en 2015. En noviembre de 2017, Forbes incluyó a Jenner como la modelo mejor pagada número uno del mundo.

### Impacto de la promoción viral en el comercio electrónico de moda

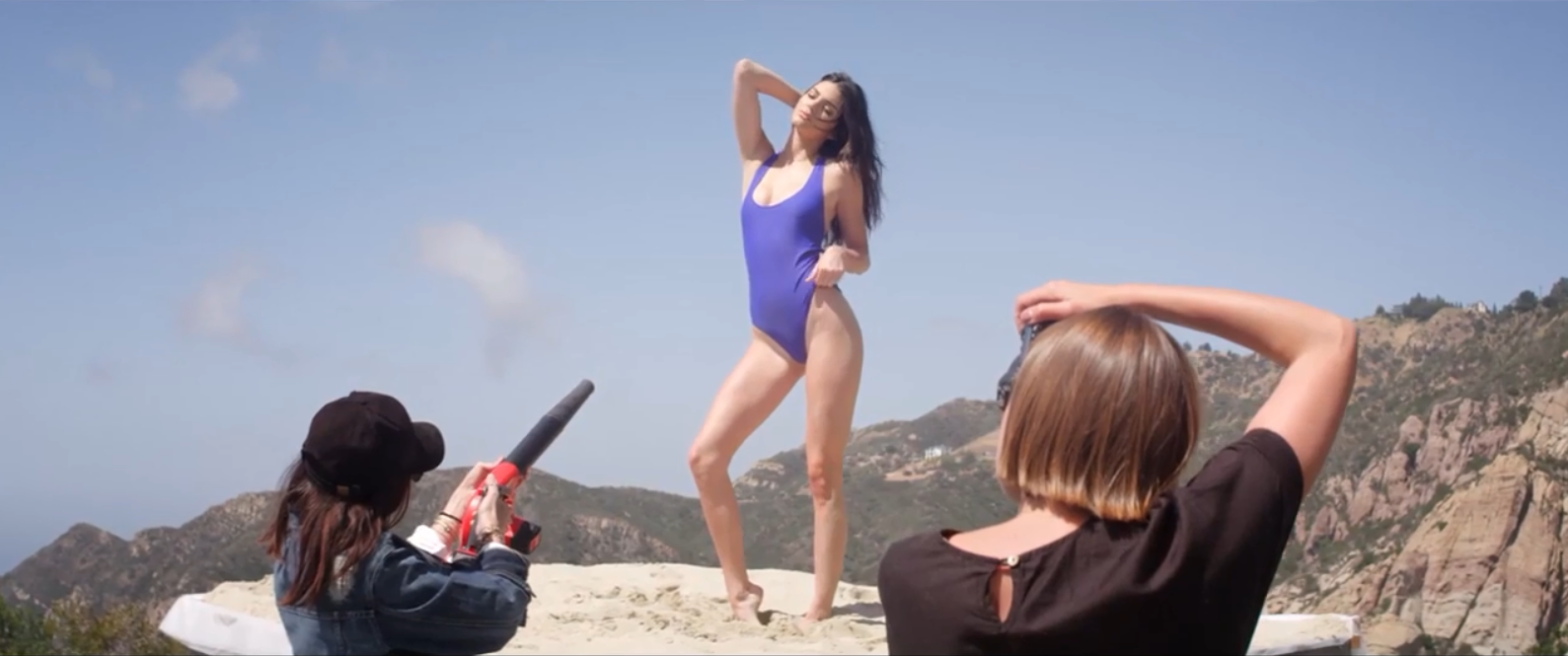
Kendall Jenner durante una sesión de fotos en 2016.

El rápido ascenso de la carrera de Jenner llevó a los editores de la revista Dazed a clasificar su «creatividad superior a tener en cuenta» en 2015 en su lista anual Dazed 100, Jenner colaboró con los editores de Dazed en un «Burn Book» inspirado en Mean Girls parodia, en respuesta a sus críticos en línea[cita requerida] y detractores de la industria. Posteriormente, el video fue preseleccionado en septiembre de 2015 para los premios anuales Lovie Awards de la Academia Internacional de Artes y Ciencias Digitales en la categoría Video viral de Internet.[cita requerida]
El rápido aumento de las Instagirls ha acelerado una reevaluación de una década de la interacción entre la moda y las redes sociales. La habilidad de Jenner para conectarse con los Millennials en línea le ha dado acceso a un gran mercado demográfico, con la capacidad de segmentar aún más su base de fans y encontrar clientes ideales. La diseñadora Sally LaPorte afirmó que la aprobación de Jenner de su línea ayudó a la diseñadora a identificar las características de sus compradores ideales. El ex director creativo de mujeres de Calvin Klein, Francisco Costa, elogió el prestigio social de Jenner: «Su alcance en las redes sociales es simplemente increíble [...] Como casa, te conviertes en parte de la cultura al aceptar a alguien como ella». La participación continua de Jenner en Calvin Klein Las promociones han demostrado ser rentables, ya que la empresa matriz Phillips-Van Heusen Corporation anunció un aumento del 13% en las ventas netas con respecto al primer trimestre del año anterior en mayo de 2016, y los datos financieros también indican un aumento del 10,5% en los ingresos. Según el director ejecutivo Emanuel Chirico, el aumento de las ganancias se debió a la reestructuración de la estrategia creativa global de la empresa para Calvin Klein y sus campañas publicitarias asociadas #MyCalvins.
En consecuencia, otras marcas se han adaptado al impacto potencial de influencers de alto perfil en las estrategias promocionales. La querida creativa de la marca de calzado Frances, Jane Frances, diseñó una estrategia de marca de puertas abiertas de tal manera que su marca puede realizar con éxito un trabajo promocional con o sin la participación de los influencers. La compañía europea de helados Magnum se movió agresivamente hacia iniciativas de marca en línea al presentar a Suki Waterhouse y Jenner como portavoces de la compañía. Incluso sin un acuerdo de patrocinio, las elecciones de moda de Jenner pueden tener un impacto, como lo vio la marca de moda Rat & Boa, que tuvo un impulso en las ventas cuando Jenner usó un par de sus pantalones cortos en el festival de Coachella.
En medio de estos cambios, el empresario tecnológico Frank Spadafora diseñó la aplicación D'Marie de su empresa como una alternativa Q Score específica de la industria de la moda para medir de manera efectiva la huella monetaria que los influencers de la moda y los embajadores de la marca pueden lograr. La implementación de la aplicación funcionó a favor de Jenner; se ubicó como la influenciadora de moda número 1 de D'Marie en todas las categorías a partir del 19 de febrero de 2016, con la capacidad de ganar entre US$125,000 y US$300,000 por una sola actualización en sus plataformas de redes sociales.

### Demanda Cutera
El 10 de febrero de 2016, los abogados que representan a Jenner Inc. presentaron una demanda de $10 millones contra la compañía de medicina estética Cutera en el Tribunal de Distrito de los Estados Unidos para el Distrito Central de California. El equipo legal de Jenner se opuso a que la empresa usara su marca sin autorización. Cutera había presentado a Jenner en campañas publicitarias para su tratamiento del acné Laser Genesis. En mayo de 2016, los abogados de Jenner retiraron los cargos.

### Fyre Festival
En 2017, Kendall Jenner recibió $275,000 por una publicación de Instagram que anunciaba que algunos miembros de la familia G.O.O.D Music actuarían en el Fyre Festival y que sus seguidores podían comprar boletos usando un código de descuento que ella proporcionó. La publicación, que desde entonces ha sido eliminada, no fue etiquetada como #ad a pesar de la compensación de Jenner y la ley de la Comisión Federal de Comercio que exige que las publicaciones pagadas en las redes sociales se divulguen de manera transparente. Fyre Festival fue un «festival de música de lujo» fraudulento fundado por Billy McFarland, director ejecutivo de Fyre Media Inc, y el rapero Ja Rule. Tres meses después de que Netflix y Hulu publicaran documentales incriminatorios que revelaban los preparativos corruptos y desorganizados detrás del Fyre Festival, Jenner se disculpó por su participación durante una entrevista con The New York Times. Jenner dijo: «La gente te contacta, ya sea para promocionar, ayudar o lo que sea, y nunca sabes cómo van a resultar estas cosas, a veces es un riesgo, definitivamente investigo tanto como puedo, pero a veces no hay mucha investigación que puedas hacer porque es una marca inicial y tienes que tener fe en ella y esperar que funcione como la gente dice. Nunca sabes realmente lo que va a pasar».
El administrador de la quiebra del Fyre Festival demandó a Jenner, junto con otros artistas e influencers asociados con el festival, alegando que los pagos a influencers eran parte del plan para defraudar a los inversores. Jenner se conformó con $90,000.

### Anuncio de Pepsi
En abril de 2017, Pepsi eligió a Jenner como la estrella del anuncio comercial en un papel en el que usó la bebida para hacer las paces entre policías y manifestantes. Este anuncio fue criticado por trivializar las protestas contra la brutalidad policial, particularmente porque afecta a los afroamericanos. Pepsi retiró el anuncio en un día y se disculpó con Jenner por ponerla en esta posición. Según los informes, estaba «devastada» por el anuncio, aunque «tenía derecho a aprobar el anuncio antes de su lanzamiento». Según la misma fuente, el contrato de Jenner con Pepsi le prohibía comentar sobre las consecuencias.

## Filmografía

### Como ella misma
| Año       | Título                                         | Notas                                | Ref.             |
| --------- | ---------------------------------------------- | ------------------------------------ | ---------------- |
| 2007-2021 | Keeping Up with the Kardashians                | Elenco principal                     |                  |
| 2009      | Kourtney and Khloé Take Miami                  | Episodio: «It's My Life»             |                  |
| 2011      | Kourtney and Kim Take New York                 | 2 episodios                          |                  |
| 2011      | Khloé & Lamar                                  | Episodio: «Unbreakable»              |                  |
| 2012      | America's Next Top Model Cycle 18              | Episodio: «Kris Jenner»              |                  |
| 2014      | Ridiculousness                                 | Episodio: «Kendall and Kylie Jenner» |                  |
| 2014      | Much Music Video Awards 2014                   | Co-anfitriona (con Kylie Jenner)     |                  |
| 2015      | Taylor Swift: The 1989 World Tour Concert film | Filmado en Hyde Park, Londres        | [ 69 ]           |
| 2015      | I Am Cait                                      | Documental                           |                  |
| 2015      | Victoria's Secret Fashion Show 2015            | Desfile de modas                     | [cita requerida] |
| 2016      | Victoria's Secret Fashion Show 2016            | Desfile de modas                     |                  |
| 2020      | Justin Bieber: Seasons                         | Cameo                                | [ 70 ]           |
| 2022      | The Kardashians                                | Elenco principal                     |                  |

### Como actriz
| Año  | Título                                          | Rol              | Notas                            | Ref. |
| ---- | ----------------------------------------------- | ---------------- | -------------------------------- | ---- |
| 2012 | Hawaii Five-0                                   | AJ               | Episodio: «I Ka Wa Mamua»        |      |
| 2014 | The High Fructose Adventures of Annoying Orange | Strawberry (voz) | Episodio: «Shakesparagus Speare» |      |
| 2018 | Ocean's 8                                       | Ella misma       | Cameo                            |      |

### Videografía
| Año  | Título              | Artista                             | Rol             | Ref.             |
| ---- | ------------------- | ----------------------------------- | --------------- | ---------------- |
| 2010 | «Blacklight»        | One Call                            | Interés amoroso | [cita requerida] |
| 2014 | «Recognize»         | PartyNextDoor (con Drake)           | Driver          | [cita requerida] |
| 2016 | «Where's the Love?» | The Black Eyed Peas (con The World) | Ella misma      | [cita requerida] |
| 2017 | «Enchanté (Carine)» | Fergie (con Axl Jack)               | Ella misma      | [cita requerida] |
| 2018 | «Freaky Friday»     | Lil Dicky (con Chris Brown)         | Ella misma      | [cita requerida] |
| 2019 | «I Think»           | Tyler, the Creator                  |                 |                  |
| 2020 | «Stuck with U»      | Ariana Grande y Justin Bieber       | Ella misma      |                  |

## Premios y nominaciones
| Año  | Asociación                                   | Categoría                                                                                           | Resultado | Ref.             |
| ---- | -------------------------------------------- | --------------------------------------------------------------------------------------------------- | --------- | ---------------- |
| 2013 | Teen Choice Awards                           | Elección estrella de telerrealidad de TV: mujer (compartido con el elenco femenino de KUWTK)        | Ganadora  | [ 71 ]           |
| 2014 | Young Hollywood Awards                       | Eres tan elegante                                                                                   | Nominada  | [cita requerida] |
| 2014 | Young Hollywood Awards                       | Icono de estilo                                                                                     | Nominada  | [cita requerida] |
| 2014 | Teen Choice Awards                           | Elección femenina hottie                                                                            | Nominada  |                  |
| 2014 | Teen Choice Awards                           | Icono de estilo de elección de Candie                                                               | Nominada  | [ 72 ]           |
| 2014 | Teen Choice Awards                           | Elección de personalidad de telerrealidad de TV, mujer (compartido con el elenco femenino de KUWTK) | Nominada  |                  |
| 2015 | Models.com MDX Model Of The Year Awards      | Estrella fugaz: mujeres (elección de los lectores)                                                  | Ganadora  | [cita requerida] |
| 2015 | Teen Choice Awards                           | Modelo de elección                                                                                  | Ganadora  | [ 73 ]           |
| 2015 | InStyle Social Media Awards                  | Pista de rockstar                                                                                   | Nominada  | [cita requerida] |
| 2015 | InStyle Social Media Awards                  | Reina adolescente de moda                                                                           | Nominada  | [cita requerida] |
| 2015 | IADAS: The Lovie Awards                      | Video de Internet: video viral                                                                      | Ganadora  | [cita requerida] |
| 2015 | Models.com MDX Model Of The Year Awards 2015 | Estrella de las redes sociales: mujeres (elección de la industria)                                  | Nominada  | [cita requerida] |
| 2015 | Models.com MDX Model Of The Year Awards 2015 | Estrella de las redes sociales: mujeres (elección de los lectores)                                  | Ganadora  | [cita requerida] |
| 2015 | Models.com MDX Model Of The Year Awards 2015 | Modelo del año: mujer (elección de los lectores)                                                    | Nominada  | [cita requerida] |
| 2016 | IADAS: Premios Webby                         | Sitio web de celebridades                                                                           | Nominada  | [cita requerida] |
| 2016 | Teen Choice Awards                           | Modelo de elección                                                                                  | Ganadora  | [ 74 ]           |
| 2016 | Teen Choice Awards                           | Elección femenina hottie                                                                            | Ganadora  | [ 74 ]           |
| 2016 | British Fashion Awards                       | Modelo internacional                                                                                | Nominada  | [ 75 ]           |
| 2017 | Teen Choice Awards                           | Modelo de elección                                                                                  | Ganadora  | [ 76 ]           |
| 2017 | Daily Front Row Fashion Media Awards         | Icono de la moda de la década                                                                       | Ganadora  |                  |
| 2018 | Teen Choice Awards                           | Hottie de elección femenina                                                                         | Nominada  |                  |
| 2018 | Teen Choice Awards                           | Elección Snapchatter                                                                                | Nominada  |                  |
| 2018 | Revolve Awards                               | Icono del año                                                                                       | Ganadora  |                  |